# 菅野仁
菅野 仁（かんの ひとし、1960年 5月24日- 2016年9月29日）は、日本の社会学者。宮城教育大学教授、同副学長などを歴任。

## 経歴
仙台市生まれ。東北大学文学部卒、1989年同大学院文学研究科社会学専攻博士課程単位取得退学。
東北大学文学部助手、青森公立大学経営経済学部助教授などを経て、1996年宮城教育大学教育学部助教授、2006年より同大学教授。16年より同大学副学長（学務担当）を兼務。
専攻は社会学（社会学思想史・コミュニケーション論・地域社会論）、ゲオルク・ジンメルやマックス・ヴェーバーなど古典社会学の現代的な読み直しをベースとし、「“自分の問題”として〈社会〉について考えるための知的技法の追求」をテーマに、考察を続けた。2016年、大腸がんのため逝去。

## 著書
- 『ジンメル・つながりの哲学』日本放送出版協会 NHKブックス 2003
- 『愛の本 他者との<つながり>を持て余すあなたへ』たなか鮎子絵 PHPエディターズ・グループ 2004
- 『友だち幻想 人と人の〈つながり〉を考える』ちくまプリマー新書 2008
- 『教育幻想 クールティーチャー宣言』ちくまプリマー新書 2010
- 『18分集中法 時間の「質」を高める』ちくま新書 2012

### 共編著
- 『いまこの国で大人になるということ』 紀伊国屋書店 2006
- 『ジンメル社会学を学ぶ人のために』早川洋行共編 世界思想社 2008
- 『コミュニケーションの社会学』長谷 正人, 奥村 隆 編集 有斐閣アルマ 2009
- 『社会学にできること』西研共著 ちくまプリマー新書 2009